# Dupuy de Lôme (Q105)
Pour les articles homonymes, voir Dupuy de Lôme.
Le Dupuy de Lôme (Q105) est un sous-marin de la Marine nationale française qui a servi à la fin de la Première Guerre mondiale et durant l'entre-deux-guerres.